# Viborg Gymnasium
Viborg Gymnasium, grundlagt 1971 som Viborg Amtsgymnasium, er et gymnasium, der tilbyder fire uddannelser: STX, HF, Visuel HF og EUX-landbrug. Gymnasiet har i skoleåret 2020-2021 860 elever, 85 lærere, 14 øvrige ansatte, 20 STX-klasser, 11 HF-klasser og 8 EUX-landbrugsklasser fordelt på fire årgange..

## Historie
Gymnasiet begyndte sin tilværelse i 1971 i lånte lokaler på Overlund Skole, men kunne i 1974 flytte til egne bygninger, som blev tegnet af tegnestuen Friis & Moltke. Byggeriet er præget af rå beton og kraftige limtræskonstruktioner og i det indre af store åbne arealer. I december 2006 indviedes en tilbygning, der rummer naturvidenskabelige faglokaler. Fra 1974 har skolen haft en HF-afdeling.
Viborg Amtsgymnasium markerede sig fra starten som et progressivt gymnasium. Gymnasiet ændrede navn i januar 2007 som følge af, at det i lighed med landets øvrige gymnasier blev selvejende. Ved overgangen til selveje skiftede skolen navn til Viborg Gymnasium & HF.
Skolen har i årenes løb brugt mange kræfter og ressourcer på at bygge om, modernisere og udvide med blandt andet naturvidenskabelige lokaler og et stort studiecenter i 2006. I efteråret 2010 slog man dørene op til en helt ny fløj for musik, mediefag og billedkunst, og i 2012 blev en 1.300 m2 stor sprogfløj indviet. I 2014 blev en ny samfundsvidenskabelig fløj samt en administrationsfløj åbnet.
Idrætsfaciliteterne består – ud over udendørsområderne – af en idrætshal, motionslokale og en stor idrætssal. Herudover er der undervisningslokaler i forskellige størrelser, smart boards, et nyt auditorium med projektor og storskærm, trådløst netværk og internetopkobling overalt på skolen, nye laboratoriefaciliteter til de naturvidenskabelige fag, et studiecenter, studiemiljø for eleverne og meget mere.
Under Coronaviruspandemien i december 2021 blev elever sendt hjem fra gymnasiet efter en superspredningshændelse med omikronvarianten ved en julefrokost i Hersom Forsamlingshus.

## Rektorer[2]
- 1971 – 1995: Niels Jørgen Pedersen
- 1995 – 2003: Kurt Fredsgaard
- 2003 – 2014 : Lone Eibye Mikkelsen
- 2014 - 2019: Mads Bendix Fjendsbo
- 2019 - nu: Lene Klemensen Gade

## Kendte studenter
- Anja Andersen, håndboldspiller og -træner
- Anders Bonde, (1994-1997) komiker
- Anders Bondo Christensen, formand for Danmarks Lærerforening
- Anders Hjorth Nielsen (2003-2006), musiker og korleder
- Danny Høgsholt (2003-2006), meteorolog på TV 2
- Danny Jungslund, musiker fra bandet Dúné
- Frank Hvam Nielsen, dansk komiker
- Jens Unmack, dansk musiker og sanger
- Kristian Pihl Lorentzen, MF for Venstre
- Lars Autrup, arkitekt, direktør for Arkitektforeningen
- Morten Bødskov (1987–1990), tidligere justitsminister[3]
- Niels Smidt-Jensen, tidligere chefredaktør for Se og Hør
- Ole Bjørn Sørensen, musiker fra bandet Dúné
- Rasmus Festersen, fodboldspiller
- Rune Barslund, musiker fra bandet Kasir
- Stig Hartvig Nielsen, tidligere direktør for Radio Viborg og Radio ABC
- Søren Damm, forfatter
- Toby, dansk sanger